# 大石武一
大石武一（日语：大石 武一/おおいし ぶいち，1909年6月19日—2003年10月19日），是日本政治人物、医生，众议院议员、参议院议员，曾担任佐藤荣作时期的环境厅长官、三木武夫时期的农林水产大臣。